# Айони (град, Орегон)
Айони (на английски: Ione) е град в окръг Мороу, щата Орегон, САЩ. Айони е с население от 321 жители (2000) и обща площ от 1,5 km². Намира се на 329,2 m надморска височина. ЗИП кодът му е 97843, а телефонният му код е 541.